# Felix von Bendemann
Felix Eduard Robert Emil von Bendemann (ur. 5 sierpnia 1848 w Dreźnie, zm. 31 października 1915 w Berlinie) – niemiecki oficer marynarki, admirał Kaiserliche Marine.

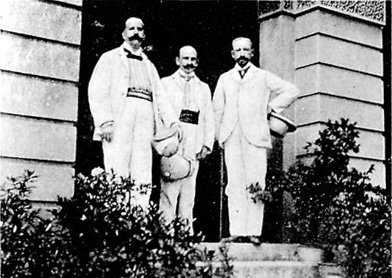
Admirał Bendemann (pierwszy od prawej) oraz konsulowie Kanppe i Munn przed konsulatem niemieckim w Szanghaju

## Życiorys
Do Marynarki Wojennej Królestwa Prus wstąpił w 1864 roku. Brał udział w wojnie francusko-pruskiej w tym, jako porucznik na pokładzie kanonierki SMS „Meteor”, w bitwie pod Hawaną. Po zakończeniu wojny brał udział w wyprawie badawczej na Ocean Południowy. W latach 1873–1975 służył na pancerniku SMS „Prinz Albert”, na którego pokładzie odbył rejs dookoła świata. W 1884 roku jako dowódca korwety SMS „Olga” uczestniczył w wyprawie do Afryki i utworzeniu kolonii niemieckich w Kamerunie i Afryce Wschodniej. W 1893 roku został dowódcą pancernika SMS „Brandenburg”. W 1899 roku przeniesiony do Sztabu Admiralicji w Berlinie. W latach 1901–1903 służył w Eskadrze Wschodnioazjatyckiej. Na okres jego pobytu w Azji przypadło powstanie bokserów. Odpowiadał między innymi za koordynację działań flot monarchii uczestniczących w tłumieniu buntu w Chinach. Za skuteczne opanowanie sytuacji na dalekim wschodzie został nobilitowany przez cesarza Wilhelma II. W latach 1903–1907 był dowódcą bazy morskiej w Kilonii. 14 listopada 1906 roku został awansowany do stopnia admirała, a rok później przeszedł w stan spoczynku. 

## Odznaczenia
Odznaczenia adm. von Bendemanna to między innymi:
- Krzyż Wielki Orderu Orła Czerwonego z mieczami, liśćmi dębu i mieczami na pierścieniu
- Order Orła Czerwonego II klasy z gwiazdą, liśćmi dębu i mieczami
- Order Królewski Korony I klasy z mieczami
- Order Królewski Korony III klasy z mieczami na pierścieniu
- Krzyż Żelazny II klasy
- Odznaka za Służbę Wojskową
- Krzyż Wielki Orderu Domowego i Zasługi Księcia Piotra Fryderyka Ludwika (Oldenburg)
- Krzyż Wielki Orderu Alberta z dekoracją wojenną (Saksonia)
- Komandor II klasy Orderu Fryderyka z mieczami (Wirtembergia)
- Wielki Oficer Orderu Leopolda (Belgia)
- Krzyż Wielki Orderu św. Michała i św. Jerzego (Wielka Brytania)
- Wielka Wstęga Orderu Wschodzącego Słońca (Japonia)
- Komandor Orderu Świętego Olafa (Norwegia)
- Kawaler Orderu Korony Żelaznej I klasy z dekoracją wojenną (Austro-Węgry)
- Order Świętej Anny I klasy z mieczami (Imperium Rosyjskie)
- Order Błyszczącej Gwiazdy Zanzibaru II klasy (Zanzibar)